# Николаевский областной совет
Николаевский областной совет (укр. Миколаївська обласна рада) — представительный орган местного самоуправления, который представляет общие интересы территориальных общин сёл, посёлков, городов, в пределах полномочий, определённых Конституцией Украины, Законом Украины «О местном самоуправлении на Украине» и другими законами, а также полномочий, переданных им сельскими, поселковыми, городскими советами.
Областной совет состоит из депутатов, избирается населением Николаевской области сроком на пять лет. Совет избирает постоянные и временные комиссии. Областной совет проводит свою работу сессионно. Сессия состоит из пленарных заседаний и заседаний её постоянных комиссий.

## Состав[1]
- «Оппозиционная платформа — За жизнь» — 18
- Слуга Народа  — 16
- Наш край — 10
- Европейская Солидарность — 8
- «Пропозиция» — 7
- «За будущее»— 5

## Список постоянных комиссий[2]
- Комиссия по вопросам защиты прав и свобод человека, законности и правопорядка, антикоррупционной и регуляторной политики, регламента, депутатской деятельности и этики, коммуникативной политики.
- Комиссия по вопросам общего владения территориальных общин сёл, посёлков, городов Николаевской области, жилищно-коммунального хозяйства, капитального строительства и архитектуры.
- Комиссия по вопросам науки и образования, инноваций, молодёжи, семьи и спорта, культуры и духовности.
- Комиссия по вопросам экологии, охраны окружающей среды, рационального использования ресурсов, туризма и рекреации.
- Комиссия по вопросам аграрной политики, использования земли, развития села и продовольственной безопасности.
- Комиссия по вопросам социальной политики, здравоохранения, материнства, детства, защиты прав участников АТО/ООС и их семей, гендерного равенства.
- Комиссия по вопросам промышленной политики и предпринимательства, транспортной инфраструктуры, водно-хозяйственного комплекса, энергетики и энергосбережения, связи и цифровизации.
- Комиссия по вопросам регионального развития, планирования, бюджета, финансов и инвестиций.

## Руководство совета[3]
- Антон ТАБУНЩИК — председатель областного совет

## Список председателей Николаевского областного совета[4]
- Грицай Иван Трофимович (1990—1994)
- Кинах Анатолий Кириллович (1994—1996)
- Чайка Владимир Дмитриевич (1996)
- Чайка Валентин Семёнович (1996—2000)
- Гаркуша Алексей Николаевич (2000—2001)
- Москаленко Михаил Николаевич (2001—2006)
- Демченко Татьяна Васильевна (2006—2010)
- Дятлов Игорь Сергеевич (2010—2014)
- Креминь Тарас Дмитриевич (2014)
- Москаленко Виктория Викторовна (2015—2020)
- Замезеева Анна Владимировна (2020—2023)
- Табунщик Антон Викторович (c 2023)